# ورزشگاه هادتوم
ورزشگاه هادتوم (فرانسوی: Hardturm‎) یک ورزشگاه فوتبال در زوریخ، سوئیس بود.
این ورزشگاه که در سال ۱۹۲۹ تأسیس شده دارای ۱۷٬۶۶۶ نفر ظرفیت بوده و در سال ۲۰۰۸ تخریب شده است، ورزشگاه هادتوم یکی از ورزشگاه‌های جام جهانی فوتبال ۱۹۵۴ بوده است.

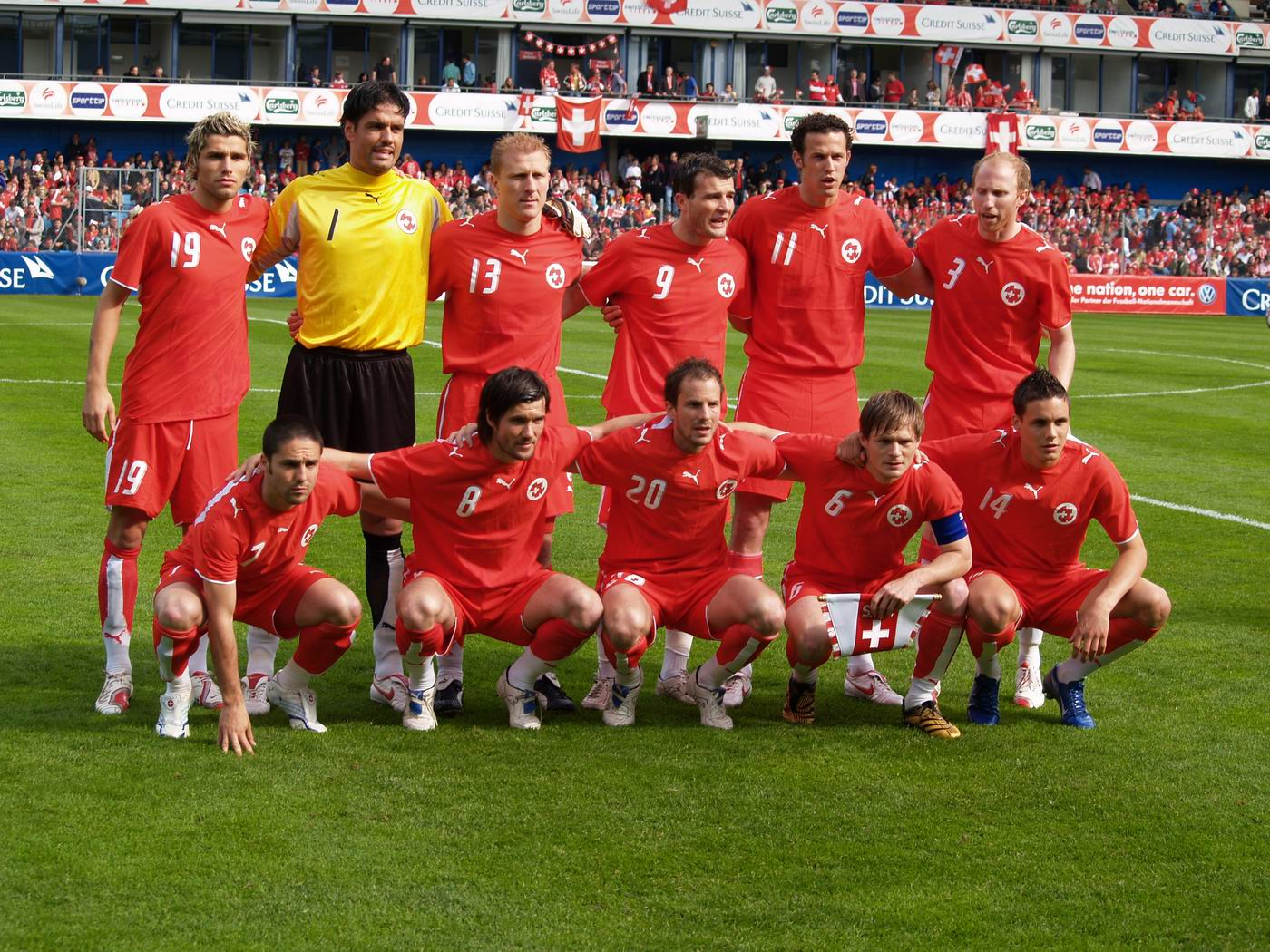
تیم ملی فوتبال سوئیس در ورزشگاه هادتون (مه ۲۰۰۶)